# Kie Kusakabe
Kie Kusakabe –en japonés, 日下部 基栄– (Fukuoka, 11 de octubre de 1978) es una deportista japonesa que compitió en judo.
Participó en dos Juegos Olímpicos de Verano en los años 2000 y 2004, obteniendo una medalla de bronce en la edición de Sídney 2000 en la categoría de –57 kg. En los Juegos Asiáticos consiguió dos medallas en los años 1998 y 2002.
Ganó una medalla en el Campeonato Mundial de Judo de 2001, y cuatro medallas en el Campeonato Asiático de Judo entre los años 1997 y 2004.

## Palmarés internacional
| Juegos Olímpicos    | Juegos Olímpicos      | Juegos Olímpicos  | Juegos Olímpicos |
| Año                 | Lugar                 | Medalla           | Categoría        |
| ------------------- | --------------------- | ----------------- | ---------------- |
| 2000                | Sídney (Australia)    | Medalla de bronce | –57 kg           |
| Campeonato Mundial  |                       |                   |                  |
| Año                 | Lugar                 | Medalla           | Categoría        |
| 2001                | Múnich (Alemania)     | Medalla de bronce | –57 kg           |
| Juegos Asiáticos    |                       |                   |                  |
| Año                 | Lugar                 | Medalla           | Categoría        |
| 1998                | Bangkok (Tailandia)   | Medalla de bronce | –57 kg           |
| 2002                | Busan (Corea del Sur) | Medalla de plata  | –57 kg           |
| Campeonato Asiático |                       |                   |                  |
| Año                 | Lugar                 | Medalla           | Categoría        |
| 1997                | Manila (Filipinas)    | Medalla de plata  | –61 kg           |
| 2000                | Osaka (Japón)         | Medalla de oro    | –57 kg           |
| 2003                | Jeju (Corea del Sur)  | Medalla de oro    | –57 kg           |
| 2004                | Almatý ( Kazajistán)  | Medalla de bronce | –57 kg           |